# Sofanor Parra
Sofanor Parra Hermosilla (20 de octubre de 1850 – 2 de noviembre de 1925), fue un militar chileno que sirvió en el Ejército de Chile, en la rama de caballería, y que alcanzó el rango de general de división.
Es conocido por haber estado en todas las campañas terrestres de la Guerra del Pacífico, participando en varias acciones militares, como parte del Regimiento Cazadores a Caballo, con el que ganó gran prestigio en el Ejército de Chile.

## Biografía
Era hijo de José Luis Parra Sepúlveda y Narcisa Hermosilla y Godoy. Tuvo cuatro hermanos: Abdón, Felisario, Abelardo y Matilde. Sofanor Parra se casó con Clarisa Mujica Mardones en algún momento de su vida.
Parra nació en el pueblo de San Carlos, el 20 de octubre de 1850. Su infancia transcurrió en el campo de su padre, en la zona del río Ñuble, donde se acostumbró al uso del caballo. Como su familia era de clase social alta, recibió una buena educación en el Liceo y en el Seminario Conciliar de  Concepción.
El 1 de abril de 1867, cuando recién había cumplido dieciséis años, ingresó como cadete en la Academia Militar de Santiago,  siendo el coronel La Fuente el jefe del establecimiento militar.
En mayo de 1869 egresó de la academia militar con el grado de alférez de caballería e ingresó al Ejército de Chile, formando parte del Regimiento Cazadores a Caballo. Como oficial de ese regimiento de caballería, participó en las campañas militares de la Ocupación de la Araucanía, entre 1872 y 1874. Operó en la línea del Río Malleco, al mando del Coronel Gregorio Urrutia. Durante este período fue ascendido a subteniente y luego a teniente en 1875.

### Guerra del Pacífico
Cuando comenzaron las hostilidades contra Perú y Bolivia a principios de 1879, Parra se trasladó al norte con su regimiento de caballería. En esta guerra participaría en casi todas las acciones militares terrestres, lo que le valió el apodo de "Inmortal".
Su primera acción militar en el norte fue en la Batalla de Calama en marzo, donde comandó una sección de su regimiento.  Durante la Campaña naval de la guerra del Pacífico, estuvo presente en el bombardeo de Antofagasta por el acorazado peruano Húascar.
El 2 de noviembre estuvo en la Batalla de Pisagua, acción militar con la que se inició la Campaña de Tarapacá. En ese mismo mes, ya como capitán, participó en el reconocimiento de una zona con dos compañías de Cazadores a Caballo, que tenía a su mando con un capitán llamado Baharona, pero ambas al mando del Teniente Coronel José Francisco Vergara. Durante el reconocimiento, libró una feroz batalla de caballería, en el que derrotaron a una fuerza de caballería peruano-boliviana en Pampa Germania. Posteriormente estuvo presente en la Batalla de San Francisco.
Entre 1880 y 1881 participó en la Campaña de Tacna y Arica y en la Campaña de Lima, al mando del general Manuel Baquedano. En la primera campaña estuvo presente en acciones militares como la Batalla de Los Ángeles, Batalla de Pajonales de Sama, en las operaciones militares en el valle de Locumba, Batalla de Tacna, Batalla de Arica y en Tarata contra las montoneras de Leoncio Prado Gutiérrez. En la segunda campaña, estuvo en la Batalla de San Juan y Chorrillos y en la Batalla de Miraflores, compromisos que permitieron la Ocupación chilena de Lima en 1881.
Luego de la ocupación de Lima, Parra no regresó con las primeras tropas chilenas que regresaron a Chile, sino que permaneció en Perú con su regimiento de caballería. El 23 de febrero fue ascendido por méritos a sargento mayor, a la edad de treinta años. En aquella época Parra gozaba de gran prestigio, siendo considerado uno de los mejores en la rama de caballería del ejército, por haberse distinguido y arriesgado en varios de los enfrentamientos antes mencionados.
Luego participó en la Campaña de la Sierra, de 1881 a 1883. Por sus distinguidos servicios, sirvió en diversas comisiones en el centro y norte del Perú, siendo nombrado Jefe de Estado Mayor en la Provincia de Cañete. División del Ejército de ocupación de Chile en 1881. En ese mismo año formó parte de la expedición a Junín, al mando del comandante Ambrosio Letelier. En 1883 participó en operaciones militares en la cordillera de los Andes para derrotar al esquivo general peruano Andrés Avelino Cáceres, que aún resistía la ocupación chilena.
En julio, Parra estuvo en la decisiva Batalla de Huamachuco contra este líder peruano, siendo el segundo comandante del Regimiento Cazadores a Caballo presente en la batalla. Lideró la carga de su escuadrón de caballería contra el adversario en aquella batalla, en el ataque final de las fuerzas chilenas, en el momento más crítico, que decidió la victoria chilena.
Luego de esta última campaña, que concluyó la Guerra del Pacífico con una victoria chilena, regresó a Chile. En 1885 recibió varias medallas militares por sus méritos en la guerra.
Interrumpió su carrera militar durante el período de la guerra civil de 1891, aunque regresó posteriormente como comandante de distintos escuadrones y regimientos. Se retiró del ejército en 1916 con el grado de general de división.

## Reconocimientos póstumos
Calles han sido bautizadas en su honor en las ciudades de Valparaíso, Concepción, San Carlos, Calama, Santiago (comunas de Cerro Navia y La Pintana) y Pozo Almonte, así como un monumento ubicado en la Plaza de Armas de esta última ciudad. Un colegio lleva su nombre en su ciudad natal de San Carlos.